# 玛丽·巴托梅内
玛丽·巴托梅内（法語：Marie Batomene，1995年3月10日—），法國女子羽毛球運動員。

## 簡歷
2013年10月，玛丽·巴托梅内出戰愛爾蘭羽毛球未來系列賽，與乔丹·科维合作贏得混合雙打亞軍。
2015年7月，玛丽·巴托梅内代表法國（Université Paris-Est）出戰韓國光州市舉行的世界大學生運動會羽毛球比賽。

## 主要比賽成績
只列出曾進入準決賽的國際賽事成績：
| 年份   | 賽事                       | 公開賽級別 | 項目     | 拍檔               | 成績   |
| ------ | -------------------------- | ---------- | -------- | ------------------ | ------ |
| 2013年 | 愛沙尼亞羽毛球國際賽       | 國際系列賽 | 女子雙打 | Stacey Guerin      | 準決賽 |
| 2013年 | 歐洲青年羽毛球錦標賽       | 其他       | 混合團體 | －                 | 亞軍   |
| 2013年 | 捷克羽毛球國際賽           | 國際挑戰賽 | 女子雙打 | 安妮·特兰          | 準決賽 |
| 2013年 | 愛爾蘭羽毛球未來系列賽     | 未來系列賽 | 混合雙打 | 乔丹·科维          | 亞軍   |
| 2015年 | 立陶宛羽毛球國際賽         | 未來系列賽 | 女子雙打 | 泰沙娜·维尼斯·瓦汉 | 冠軍   |
| 2015年 | 保加利亞羽毛球公開賽       | 國際系列賽 | 女子雙打 | 安妮·特兰          | 亞軍   |
| 2015年 | 危地馬拉羽毛球國際賽       | 國際挑戰賽 | 女子雙打 | 埃米莉·拉菲尔      | 準決賽 |
| 2015年 | 布拉格羽毛球公開賽         | 國際挑戰賽 | 女子雙打 | 埃米莉·拉菲尔      | 亞軍   |
| 2015年 | 威爾斯羽毛球國際賽         | 國際挑戰賽 | 女子雙打 | 埃米莉·拉菲尔      | 準決賽 |
| 2017年 | 威爾斯羽毛球國際賽         | 未來系列賽 | 女子單打 | －                 | 亞軍   |
| 2018年 | 瑞典羽毛球公開賽           | 國際系列賽 | 女子單打 | －                 | 準決賽 |
| 2018年 | 白俄羅斯羽毛球國際賽       | 未來系列賽 | 女子單打 | －                 | 冠軍   |
| 2018年 | 希臘羽毛球公開賽           | 國際系列賽 | 女子單打 | －                 | 準決賽 |
| 2019年 | 阿爾及利亞羽毛球國際賽     | 國際系列賽 | 女子單打 | －                 | 冠軍   |
| 2020年 | 歐洲羽毛球男女子團體錦標賽 | 其他       | 女子團體 | －                 | 季軍   |
| 2021年 | 歐洲羽毛球混合團體錦標賽   | 其他       | 混合團體 | －                 | 亞軍   |
| 2021年 | 葡萄牙羽毛球國際賽         | 國際系列賽 | 女子單打 | －                 | 亞軍   |

| 2007-2017年 | 首要超級賽 | 超級賽 | 黃金大獎賽 | 大獎賽 | 國際挑戰賽 | 國際系列賽 | 未來系列賽 | 其他 |

| 2018-2026年 | 總決賽 | 超級1000賽 | 超級750賽 | 超級500賽 | 超級300賽 | 超級100賽 | 國際挑戰賽 | 國際系列賽 | 未來系列賽 | 其他 |

### 奧運會和世錦賽參賽紀錄
|          | 2021 |
| -------- | ---- |
| 女子單打 | 32強 |